# Ronneby statliga allmänna gymnasium och realskola
Ronneby statliga allmänna gymnasium och realskola var ett läroverk i Ronneby verksamt från 1919 till 1968.

## Historia
Mellan 1858 och 1893 fanns i Ronneby ett lägre elementarläroverk, från 1879 benämnt lägre allmänt läroverk. Mellan 1893 och 1898 fanns endast en privat skola och 1898 startade en samskola som 1911 ombildades till en kommunal mellanskola som med början 1928 ombildades till en samrealskola, från 1958 med ett kommunalt gymnasium.
1964 hade gymnasiet helt förstatligats och skolan blev då Ronneby statliga allmänna gymnasium och realskola. Skolan kommunaliserades 1966 och namnändrades därefter till Snäckebacksskolan, varur gymnasiedelen senare flyttades ut. Studentexamen gavs från 1961 till 1968 och realexamen från före 1920 till 1969.
Den ursprungliga skolbyggnaden är från 1913, vilken har byggts om och byggts till i etapper under hela 1900-talet. 